# Lélouma (prefectura de Guinea)
Lélouma es una prefectura de la región de Labé de Guinea, con una población censada en marzo de 2014 de 163 069 habitantes. Está formada por las siguientes subprefecturas, que igualmente se muestran con población censada en marzo de 2014:
- Balaya 10,212
- Djountou 17,928
- Hérico 18,092
- Korbé 7,462
- Lafou 20,184
- Lélouma 14,491
- Linsan 10,369
- Manda 7,925
- Parawol 14,561
- Sagalé 15,521
- Tyanguel-Bori 26,324[1]